# Jack Brabham
Sir Jack Brabham (født 2. april 1926, død 19. maj 2014) var en australsk racerkører. Han vandt Formel 1-mesterskabet i 1959, 1960 og 1966.
I 1962 opfandt han sin egen Formel 1-konstruktør, Brabham. Holdet Brabham deltog i Formel 1 fra 1962 til 1992.
Hans søn David Brabham kørte i Formel 1 i 1990 og 1994. Senere han laver Jack Brabbham sit eget Fomel 1 hold som hed Brabbham racing

## Død
Den 19. maj 2014 døde Jack Brabham i sit hjem i Gold Coast, Australien, 88 år gammel. Han spiste morgenmad med sin kone Margaret, da han døde. I familiens officielle hjemmeside havde hans søn bekræftet Jacks død.[kilde mangler]